# Juanito Belmonte
Juan Félix Verón, más conocido como Juanito Belmonte (Rosario, Santa Fe, Argentina; 3 de enero de 1933-Buenos Aires, Argentina; 23 de junio de 2012) fue un productor, conductor, publicista y representante artístico argentino de una larga trayectoria. Su hermana es la actriz y cantante de tangos Paula Gales. Fue jefe de prensa y gran amigo del actor Enrique Pinti.

## Carrera
Viviendo con su madre y hermana de meses sobrevivió su infancia  gracias a la jubilación de su abuelo ferroviario. Cuando era un adolescente, Belmonte recibió una carta en su casa, en su Rosario natal, firmada por la mismísima Eva Duarte de Perón. Gracias a ella, consiguió su primer trabajo como mensajero del correo a los 13 años.
A los 16 años había ganado el concurso de canto auspiciado por Vinos Dotta en LT3 Radio Rosario, haciéndose acreedor a un contrato para cantar boleros.
Luego viajó hasta Buenos Aires junto a Francisco “Pancho” Guerrero y Alberto Olmedo (con quien trabajó en algunas obras teatrales, entre ellas Gitanerías) en los años 1950. Su segundo trabajo fue el de cadete en el Teatro de la Comedia, donde recibía a cambio un ingreso mínimo. También paso presentando películas en el cine Roma, en Avellaneda.

## Filmografía
- 1961: Canción de arrabal
- 1965: La pérgola de las flores
- 1970: El mundo es de los jóvenes[3]

## Televisión
En sus comienzos trabajó en numerosos programas televisivos como:
- 1956: El troupé de la Tv
- 1960: Rodríguez supernumerario, con Pepe Iglesias y Beatriz Taibo
- 1960: Operación Cero con Ernesto Bianco, Adolfo Linvel, Enrique Kossi, Beto Gianola, José María Langlais, Fabio Zerpa, Rogelio Romano, Rolando Dumas, Javier Portales, Saúl Jarlip, Armando Escanes y Luis Calán.
- 1960: El peligro es mi amigo, junto a Enrique Kossi, José María Armil, Alicia Bonet, Zulema Speranza y Linda Torres
- 1960: Crónicas policiales, con E. Kossi.
- Itinerario humano junto a un elenco rotativo en el que se incluían a Tito Alonso, Iris Marga, Alberto Dalbes, Javier Portales y Diana Ingro
- 1960: Los mineros, con Alberto Dalbes, Fina Basser, Rolando Dumas, José María Armil y Linda Torres
- 1960: Distrito norte
- 1960: Yo y un millón
- 1960: La revista de Cartier
- 1960: Estamos en el aire... con Nelly y Brizuela, con Nelly Prince y  Guillermo Brizuela Méndez.

## Carrera como representante y empresario
Era identificado como el primer agente de prensa y se convirtió en el primer representante de figuras del espectáculo a fines de los 1960 como  El Club del Clan,  Palito Ortega, Sandro, Alfredo Alcón, Nélida Lobato, Antonio Gasalla, Atilio Marinelli, Enrique Pinti y Verónica Castro , entre otros. Fue conocido por su histórica “pasarela de cristal”, centro de sus célebres fiestas a las que todos los artistas argentinos de la época han estado invitados. También dirigió el Teatro Florida Park que Joan Manuel Serrat tenía en Madrid en 1972.
En 1976 condujo un programa en Radio Municipal e hizo prensa de las películas de Leopoldo Torre Nilson.
Fue el descubridor de Cris Miró, la primera vedette trans del país.

## Fallecimiento
Juanito Belmonte falleció el sábado 23 de junio de 2012 como consecuencia de un paro cardiorrespiratorio, tras ser internado por una infección pulmonar en el Centro Médico especializado ULME. Sus restos descansan en el Panteón de SADAIC de la Asociación Argentina de Actores del Cementerio de la Chacarita.